# Американский самурай
«Американский самурай» (англ. American Samurai) — американский кинофильм, боевик 1992 года, снятый режиссёром Сэмом Фирстенбергом.

## Сюжет
Малыш Эндрю Коллинз, потеряв своих родителей в результате авиакатастрофы, чудом остается жив и попадает в семью японца, который берет мальчика к себе и обучает его искусству владения самурайским мечом. Эндрю достигает больших успехов, и старый японец вручает своему приёмному сыну фамильный меч, вызывая ярость своего родного сына — Кенджиро.
Через пять лет Коллинз работает в США журналистом. Кенджиро, который стал членом банды якудза, посылает бандитов к Коллинзу в дом с целью выкрасть меч. Коллинз в драке получает огнестрельное ранение, но достаёт руками пулю, оставаясь в живых. Немного позже, Коллинз получает известие, что один из его друзей, который вёл расследование о наркоторговле, был убит в Турции при помощи японского меча. Коллинз отправляется в Стамбул, но при этом его начальник требует, чтобы с ним отправилась девушка-фотограф Джанет. Коллинз противится, но постепенно между ним и девушкой устанавливаются близкие отношения.
Находясь в Турции, Коллинз приходит в один из баров, где помогает другому американцу, Харрисону, отбиться от местных бандитов. Драка привлекает внимание босса якудза, который приказывает лишить Коллинза чувств при помощи электрошокера. Коллинза и его подругу утаскивают на «Арену», где проводятся гладиаторские бои, а Кенджиро является непобедимым чемпионом. Кенджиро ставит Коллинзу условие, что тот будет участвовать в боях. Под угрозой смерти Джанет Коллинз соглашается. Коллинз побеждает своих соперников, но оставляет их в живых. B то время как Кенджиро своих соперников жестоко убивает. В этих же боях добровольно участвует и Харрисон, которого Кенджиро убивает на глазах у Коллинза.
В финальном поединке Коллинз встречается с Кенджиро, которого убивает после продолжительной схватки, после чего уходит с Арены в обнимку с Джанет.

## В ролях
- Дэвид Брэдли — Эндрю «Дрю» Коллинс
- Марк Дакаскос — Кенджиро
- Вэлэри Трэпп — Джанет